# Skakavac (Bosnia ed Erzegovina)
Skakavac è un centro abitato della Bosnia ed Erzegovina, compreso nel comune di Bosanski Petrovac.

## Società

### Evoluzione demografica
| 1948 | 1953 | 1961 | 1971 | 1981 | 1991 | 2013 |
|      |      | 570  | 469  | 370  | 226  | 22   |